# Musée d'Ennery
Pour les articles homonymes, voir Ennery.
Le musée d'Ennery est un musée national, annexe du musée Guimet, situé à Paris 59, avenue Foch dans le 16e arrondissement.
Consacré à l'art asiatique, il présente la collection de 7 000 objets réunie durant la deuxième moitié du XIXe siècle par Clémence d'Ennery (1823-1898), épouse en 1881 du prolifique romancier et dramaturge Adolphe d'Ennery.

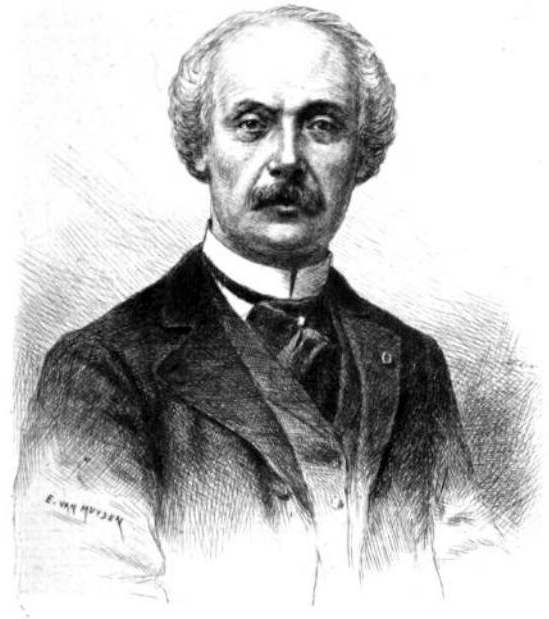
Adolphe d'Ennery.

La collection présentée fut commencée dès 1859 par Joséphine-Clémence Lecarpentier, veuve Desgranges, à partir d'un fonds familial de boîtes en laque et de porcelaines « bleu-blanc », et fut transférée, après sa séparation d'avec son premier mari, de leur maison de la rue de l'Échiquier à Paris dans ce qui fut la « villa Desgranges » avenue du Bois, un hôtel particulier que lui fit construire à partir de 1875 son amant puis second époux par l'architecte Pierre-Joseph Olive.

## Histoire
Passionnée par l'Asie, Clémence d'Ennery constitue sa collection artistique dans la seconde moitié du XIXe siècle.
Dès 1892, les d'Ennery envisagèrent de donner ou léguer la collection qui comptait alors plus de 6 000 pièces, avec l'hôtel où une aile lui avait été consacrée, et qui est devenu le musée qui porte leur nom, à l'État, à la condition que les œuvres restent sur leur site d'origine.
Émile Guimet fut chargé de la donation avec Georges Clemenceau, ami du couple dont il devint l'exécuteur testamentaire et autre grand amateur d'art japonais et créateur d'une importante collection qu'il fut contraint de vendre aux enchères en 1894, tout en conservant un ensemble unique de 2 785 Kōgō ou boîtes à encens en porcelaine (musée des beaux-arts de Montréal)[pas clair].
Du fait de la contestation du testament d'Adolphe d'Ennery, devenu par une donation entre vifs antérieure à leur union, légataire universel de son épouse à qui, quoique très diminué physiquement il survécut quatre mois, rédigé en faveur d'une fille légitimée in extremis, le legs ne fut validé qu'en 1901[pas clair] et le musée ne put être inauguré que le 27 mai 1908 ; le grand sinologue Paul Pelliot en fut le conservateur en chef à partir de 1930 jusqu'à sa mort en 1945. À partir de la mi-janvier 1947, le professeur George Cœdès est nommé conservateur du musée, jusqu'à son décès le 2 octobre 1969.
De 1953 à 1996, son rez-de-chaussée abrita le musée arménien de France.
Après seize ans de fermeture pour restauration et mise aux normes d'une partie du site, le musée d'Ennery rouvre ses portes au public le 5 avril 2012. À nouveau fermé durant trois ans, il rouvre début 2023. Nécessitant 15 millions d'euros pour être remis en état, il se visite sur réservation, seulement une partie des espaces étant accessibles au public.
Inscrit aux monuments historiques, y compris les vitrines du sculpteur et ébéniste Gabriel Viardot (1830 — 1906) — qui fut « lancé » par Clémence d'Ennery et qui travailla pour Clemenceau — par un arrêté du 11 juillet 1979, le musée a reçu le label musée de France ; il dépend aujourd'hui du musée Guimet.

## Collections
Parmi les 7 000 objets conservés au musée, essentiellement d'origine chinoise ou japonaise, on trouve un rare ensemble de coffres et cabinets en bois laqué de style Namban, des années 1580-1590, des porcelaines à décor émaillé de style Kakiemon dont des poupées, 1 500 figurines de pierre dure (根付 netsuke), des céramiques de Kyoto du XVIIIe siècle, ainsi que des masques d'animaux et de chimères, mais peu de bronzes ou d'estampes, car la fondatrice « préférait la sculpture, une iconographie fantastique et la couleur » (Hélène Bayou et Chantal Valluy).
Certains panneaux décoratifs ont probablement été acquis lors des expositions universelles, d'autres importés du Vietnam furent intégrés à un bâti réalisé par Gabriel Viardot.
Le musée, dont les œuvres sont présentées dans les vitrines d'origine aux parois incrustées de nacre, livre un témoignage fidèle de la passion pour l'Orient qui vit le jour sous le Second Empire et influença fortement l'art et le goût occidental par la suite.

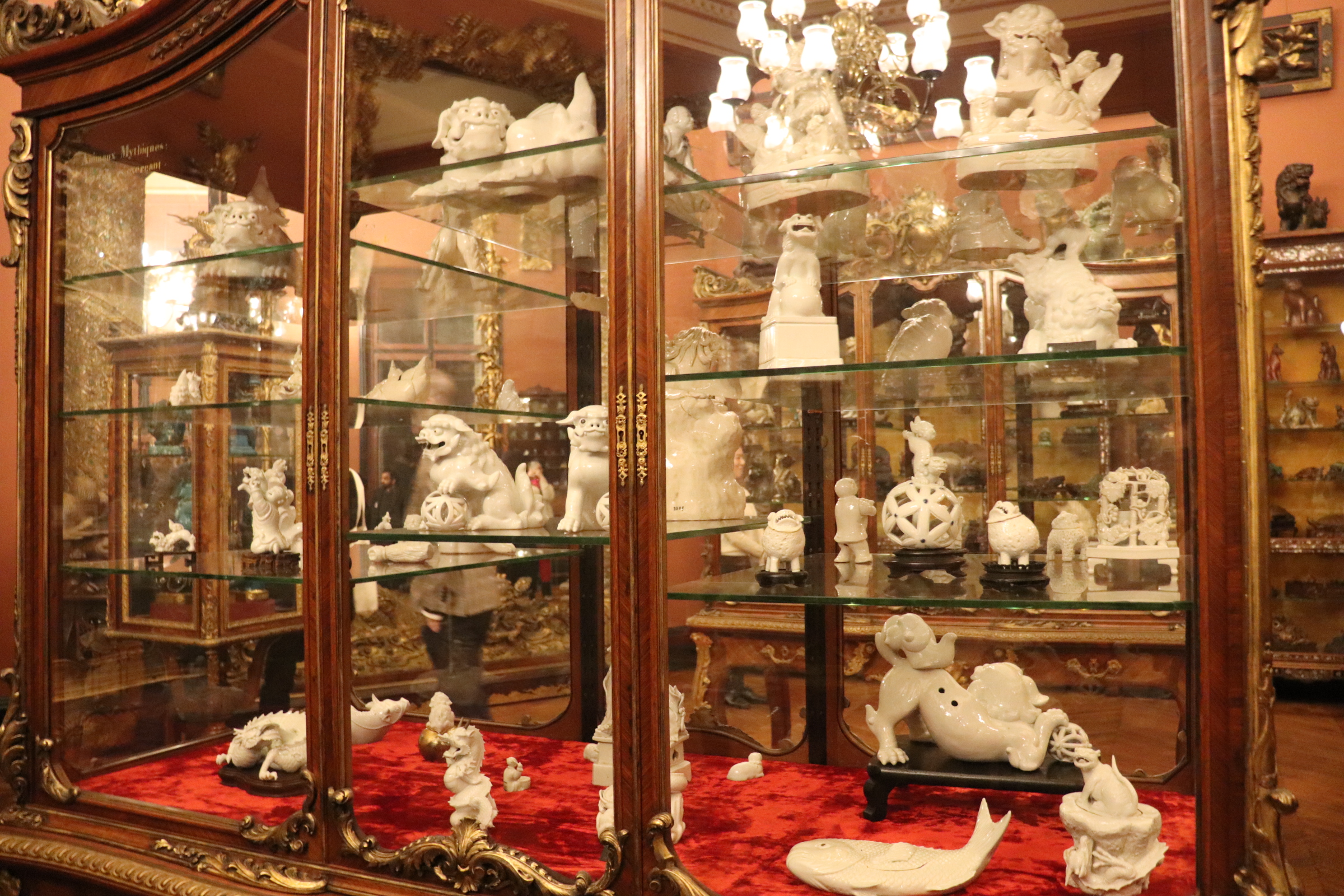
Collection de porcelaines.
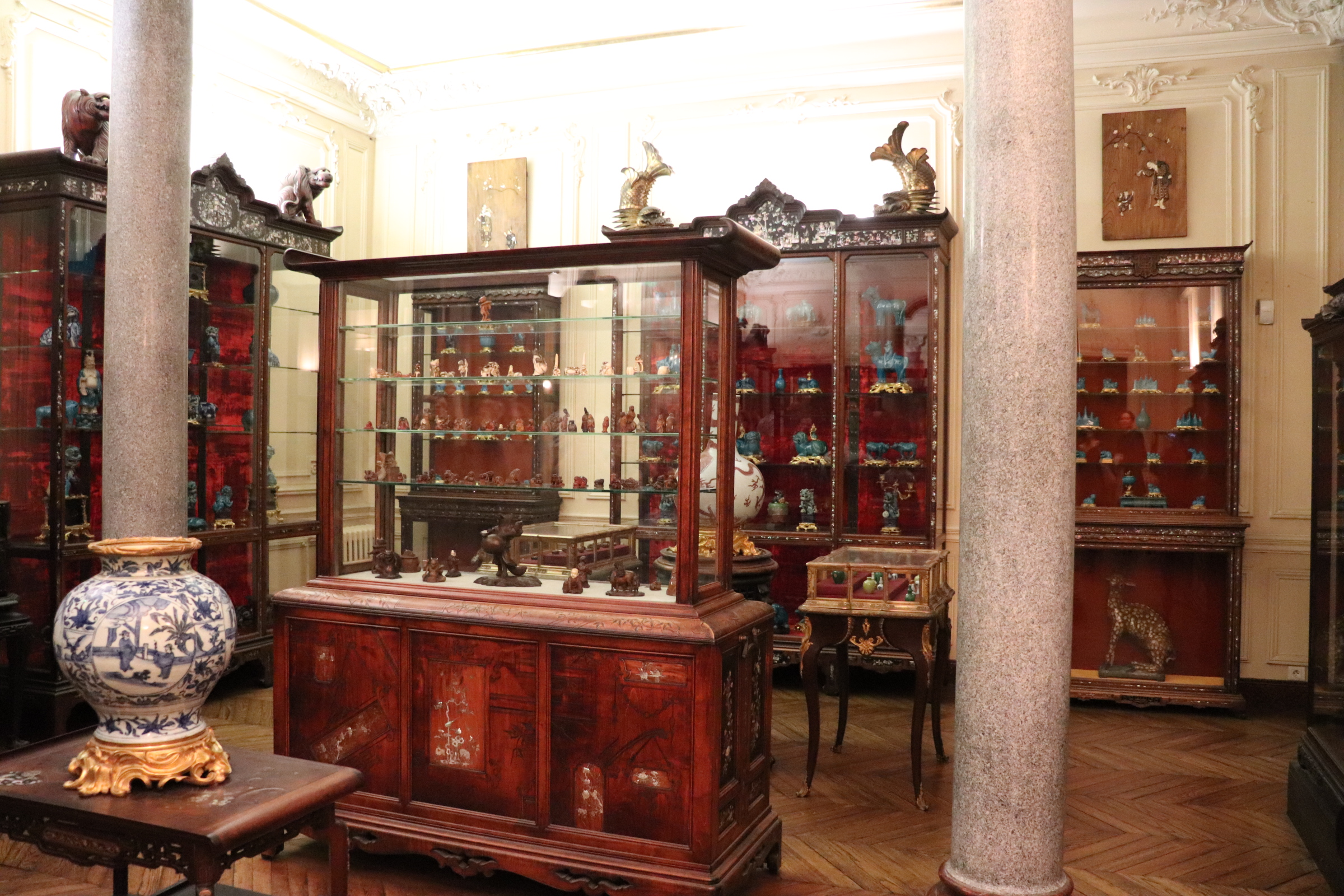
Vue intérieure.

## Filmographie
- Jérôme Prieur, Le petit musée de Clémence d'Ennery, film documentaire (52 min), Crescendo films, 2013, Prix spécial Nagaï Kafu 2015.